# Рікенбах (Базель-Ланд)
Рікенбах (нім. Rickenbach BL) — громада  в Швейцарії в кантоні Базель-Ланд, округ Зіссах.

## Географія
Громада розташована на відстані близько 70 км на північний схід від Берна, 9 км на схід від Лісталя.
Рікенбах має площу 2,9 км², з яких на 11% дозволяється будівництво (житлове та будівництво доріг), 55,5% використовуються в сільськогосподарських цілях, 33,2% зайнято лісами, 0,3% не є продуктивними (річки, льодовики або гори).

## Демографія
2019 року в громаді мешкало 585 осіб (+6,8% порівняно з 2010 роком), іноземців було 9,4%. Густота населення становила 202 осіб/км².
За віковим діапазоном населення розподілялося таким чином: 21,2% — особи молодші 20 років, 61,2% — особи у віці 20—64 років, 17,6% — особи у віці 65 років та старші. Було 251 помешкань (у середньому 2,3 особи в помешканні).
Із загальної кількості 102 працюючих 41 був зайнятий в первинному секторі, 13 — в обробній промисловості, 48 — в галузі послуг.